# Kirche Cappel (Fritzlar)

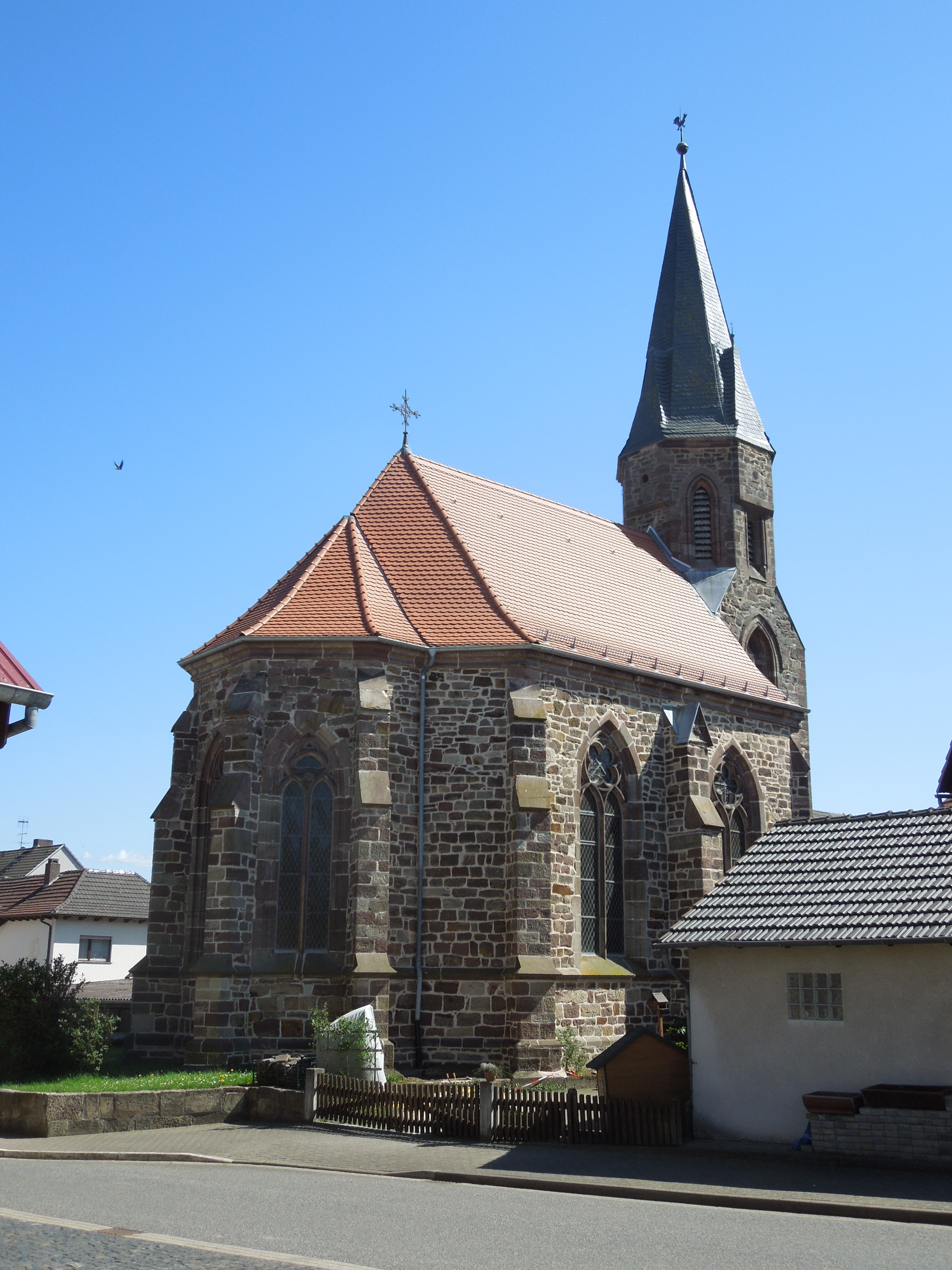
Kirche Cappel

Die evangelisch-unierte Kirche Cappel steht in Cappel, einem Ortsteil der Domstadt Fritzlar im Schwalm-Eder-Kreis von Hessen. Die Kirche gehört zum Gesamtverband Obermöllrich-Cappel-Zennern im Kirchenkreis Schwalm-Eder im Sprengel Marburg der Evangelischen Kirche von Kurhessen-Waldeck.

## Beschreibung
Die neugotische Saalkirche wurde 1894 nach einem Entwurf von Gustav Schönermark aus Bruchsteinen erbaut und steht an der Stelle einer Fachwerkkirche aus dem Jahre 1669. Sie hat einen Kirchturm im Süden, ein Langhaus mit zwei Jochen und einen Chor mit dreiseitigem Abschluss im Norden. Die Wände werden von Strebepfeilern gestützt. Das Langhaus ist mit einem Satteldach bedeckt. Das oberste Geschoss des quadratischen, sich nach oben verjüngenden Kirchturms ist achteckig. Darauf sitzt ein achtseitiger, spitzer, schiefergedeckter Helm. Der Innenraum ist mit einem Kreuzrippengewölbe überspannt. Die Kirchenausstattung aus der Bauzeit ist vollständig erhalten. Das achtseitige Taufbecken, das als Predella diente, und die beiden Kirchenglocken wurden aus der Vorgängerkirche in den Neubau übernommen.
Nach 1991 wurde 2021 erneut eine Restaurierung des Innenraums durchgeführt; die Turmhaube war 2004 erneuert worden.